# Historia de la energía
La palabra energía se deriva del griego  (energeia), que aparece por primera vez en la obra Ética nicomáquea  del siglo IV antes de Cristo.

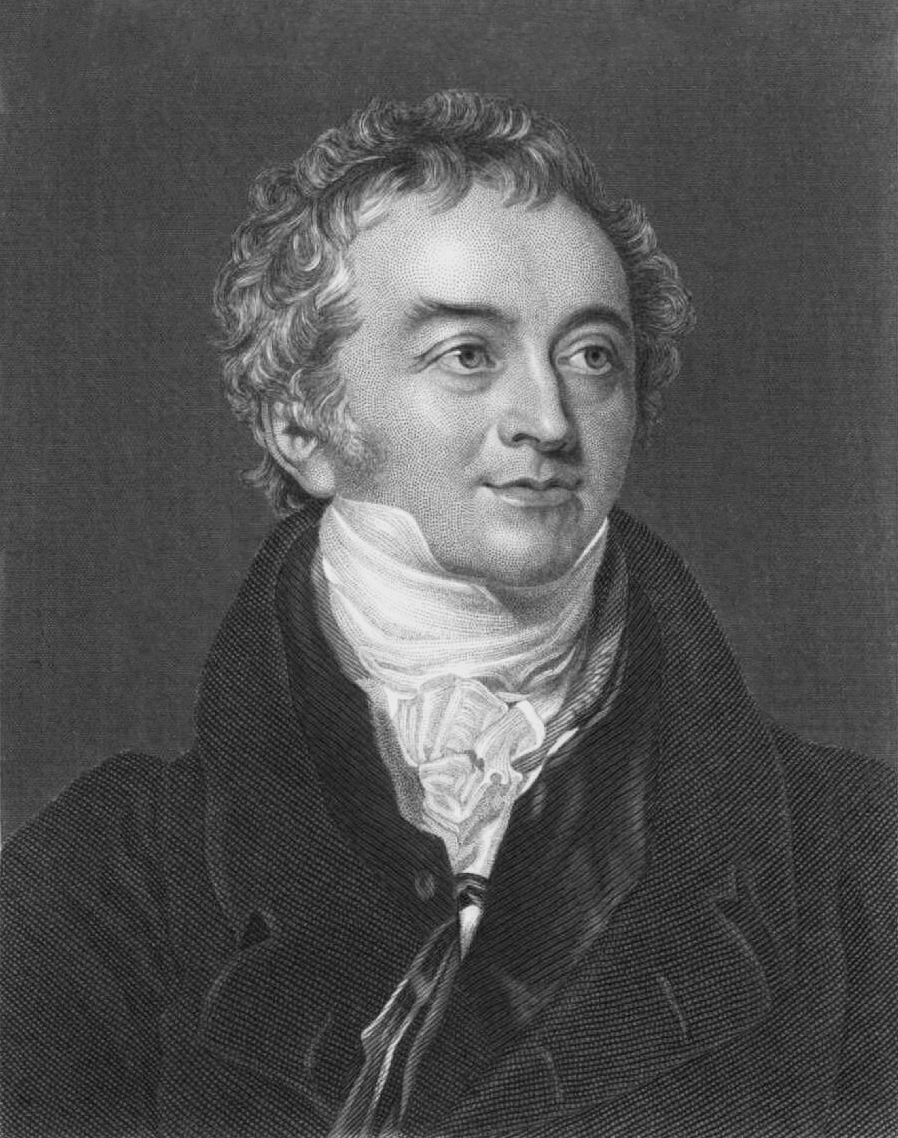
Thomas Young - el primero en utilizar el término "energía" en el sentido moderno.

El concepto de energía surgió de la idea de la vis viva (fuerza viva), que Leibniz define como el producto de la masa de un objeto y su velocidad al cuadrado; él creía que el total de la vis viva (fuerza viva) se conservaba. Para demostrar la desaceleración debido a la fricción, Leibniz afirmó que el calor consistía en el movimiento aleatorio de las partes constituyentes de la materia - una opinión compartida por Isaac Newton, aunque pasaría más de un siglo para que esto fuese generalmente aceptado.
En su libro Institutions de Physique (Lecciones de física) publicado en 1740 por Émilie marquesa de Châtelet incorpora la idea de Leibniz con observaciones prácticas de Gravesande para demostrar que la "cantidad de movimiento" de un objeto en movimiento es proporcional a su masa y al cuadrado de su velocidad (no la velocidad como Newton la demostró, lo que más tarde se llamó momentum). 
En 1802 en una conferencia de Royal Society, Thomas Young fue el primero en utilizar el término "energía" en su sentido moderno, en lugar de vis viva. En 1807 en una publicación de estas conferencias lo escribió.
En 1829 Gustave-Gaspard Coriolis describió "energía cinetica" en su sentido moderno, y en 1853, William Rankine acuñó el término "energía potencial."
Se argumentó durante algunos años si la energía era una sustancia (Teoría calórica)  o simplemente una cantidad física.

## Termodinámica
El desarrollo de las máquinas de vapor requirió ingenieros para desarrollar conceptos y fórmulas que les dejaría describir las eficacias mecánicas y térmicas de sus sistemas. Ingenieros como Sadi Carnot, físicos como James Prescott Joule, matemáticos como Émile Clapeyron y Hermann von Helmholtz, y aficionados como Julius Robert von Mayer contribuyeron a la idea de que la capacidad de realizar ciertas tareas (trabajo), estaba de alguna manera relacionada con la cantidad de energía en el sistema. En la década de 1850, el profesor de Glasgow de la filosofía natural William Thomson y su aliado en la ciencia de la ingeniería William Rankine empezaron a reemplazar el lenguaje más antiguo de la mecánica con términos tales como "energía real", "energía cinética", y "energía potencial". William Thomson (Señor Kelvin) fusionó todas estas leyes en las leyes de la termodinámica, que ayudaron en el rápido desarrollo de las explicaciones de los procesos químicos que utilizan el concepto de energía de Rudolf Clausius, Josiah Willard Gibbs y Walther Nernst. También dio lugar a una formulación matemática del concepto de entropía de Clausius, y de la introducción de las leyes de energía radiante por Jožef Stefan.Rankine, acuñó el término "energía potencial"  En 1881, William Thomson declaró ante una audiencia que:

Durante los siguientes treinta años más o menos esta ciencia de reciente desarrollo pasó por varios nombres, tales como la teoría dinámica de calor o de la energética, pero después de la década de 1920 en general, llegó a ser conocido como la termodinámica, la ciencia de las transformaciones de energía.
A partir de la  de 1850 el desarrollo de las dos primeras leyes de la termodinámica, la ciencia de la energía, se ramificó en un número de diversos campos, tales como la termodinámica y termoeconomia, biológicas, por nombrar un par; así como los términos relacionados, como la entropía, una medida de la pérdida de energía útil, o poder, un flujo de energía por unidad de tiempo, etc. En los últimos dos siglos, el uso de la palabra energía en diversas vocaciones "no científicas", por ejemplo, estudios sociales, la espiritualidad y la psicología han proliferado la literatura popular.

## Conservación de la energía
En 1918 se demostró que la ley de la conservación de la energía es la consecuencia directa de la matemática translational simétrica de traslación del conjugado cantidad de energía, es decir, tiempo.Es decir, la energía se conserva debido a que las leyes de la física no distinguen entre los diferentes momentos del tiempo (véase el teorema de Noether).
Durante una conferencia en 1961 para los estudiantes universitarios en el Instituto de California de Tecnología, Richard Feynman, un profesor de física célebre y ganador del premio Nobel, dijo lo siguiente sobre el concepto de energía:

Hay un hecho, o si prefiere una ley, que gobierna todos los fenómenos naturales conocidos hasta la fecha. No se conoce excepción a esta ley —es exacta hasta donde sabemos—. La ley se llama la conservación de la energía. Establece que hay cierta cantidad que llamamos energía, que no cambia en los múltiples cambios que ocurre en la naturaleza. Esta es una idea muy abstracta, porque es un principio matemático; significa que hay una cantidad numérica que no cambia cuando algo ocurre. No es la descripción de un mecanismo, o de algo concreto; ciertamente es un hecho raro que podamos calcular cierto número y que cuando terminemos de observar que la naturaleza haga sus trucos y calculemos el número otra vez, éste será el mismo.
The Feynman Lectures on Physics